# Titchwell
Titchwell est un village et une paroisse civile du Norfolk, en Angleterre. Il est situé sur la côte nord du comté, à 70 km au nord-ouest de la ville de Norwich. Administrativement, il relève du district de King's Lynn and West Norfolk. Au recensement de 2011, il comptait 91 habitants.
Titchwell est surtout connu pour la Réserve naturelle de Titchwell Marsh qui est un véritable pilier pour l'économie locale.

## Référence
1. ↑  (en) GENUKI, « Genuki: Titchwell, Norfolk », sur www.genuki.org.uk (consulté le 13 octobre 2017)